# Tirreno-Adriatico 1972
Tirreno-Adriatico 1972 est la 7e édition de la course cycliste par étapes italienne Tirreno-Adriatico. L’épreuve se déroule sur cinq étapes, entre le 13 et le 17 mars 1972, sur un parcours total de 884 km. 
Le vainqueur de la course est le Belge Roger De Vlaeminck (Dreher). Il s’agit de la première de ses six victoires consécutives.

## Classements des étapes
| Étape | Date    | Villes étapes                         | km    | Vainqueur d’étape  | Leader du classement général |
| ----- | ------- | ------------------------------------- | ----- | ------------------ | ---------------------------- |
| 1     | 13 mars | Ladispoli - Alatri                    | 196,0 | Thomas Pettersson  | Thomas Pettersson            |
| 2     | 14 mars | Frosinone - Pescasseroli              | 174,0 | Josef Fuchs        | Josef Fuchs                  |
| 3     | 15 mars | Pescasseroli - Alba Adriatica         | 219,0 | Patrick Sercu      | Josef Fuchs                  |
| 4     | 16 mars | Alba Adriatica - Civitanova Marche    | 191,0 | Roger De Vlaeminck | Josef Fuchs                  |
| 5a    | 17 mars | S.B del Tronto - S.B del Tronto       | 86,0  | Rik Van Linden     | Josef Fuchs                  |
| 5b    | 17 mars | S.B del Tronto - S.B del Tronto (clm) | 18,0  | Roger De Vlaeminck | Roger De Vlaeminck           |

## Classement général
|    | Cycliste           | Pays     | Équipe      | Temps            |
| -- | ------------------ | -------- | ----------- | ---------------- |
| 1  | Roger De Vlaeminck | Belgique | Dreher      | 23 h 46 min 52 s |
| 2  | Josef Fuchs        | Suisse   | Filotex     | + 12 s           |
| 3  | Thomas Pettersson  | Suède    | Ferretti    | + 31 s           |
| 4  | Frans Verbeeck     | Belgique | Watney-Avia | + 47 s           |
| 5  | Noël Van Clooster  | Belgique | Watney-Avia | + 1 min 14 s     |
| 6  | Felice Gimondi     | Italie   | Salvarani   | + 1 min 32 s     |
| 7  | Davide Boifava     | Italie   | Zonca       | + 1 min 41 s     |
| 8  | Ole Ritter         | Danemark | Dreher      | + 1 min 41 s     |
| 9  | Gösta Pettersson   | Suède    | Ferretti    | + 2 min 00 s     |
| 10 | Antoon Houbrechts  | Belgique | Salvarani   | + 2 min 02 s     |